# Omkareshwar
Omkareshwar é uma cidade e uma nagar panchayat no distrito de East Nimar, no estado indiano de Madhya Pradesh.

## Demografia
Segundo o censo de 2001,  Omkareshwar  tinha uma população de 6616 habitantes. Os indivíduos do sexo masculino constituem 54% da população e os do sexo feminino 46%. Omkareshwar tem uma taxa de literacia de 52%, inferior à média nacional de 59.5%: a literacia no sexo masculino é de 63% e no sexo feminino é de 39%. Em Omkareshwar, 17% da população está abaixo dos 6 anos de idade.